# Margarita de Borbón (1211-1256)
Margarita de Borbón, también conocida como Margarita de Navarra (1211-12 de abril de 1258) fue la tercera y última esposa de Teobaldo I de Navarra. Se convirtió en condesa de Champaña y reina de Navarra. Margarita era hija de Archimbaldo VIII de Borbon y su primera esposa Alicia Guigone de Forez, más tarde repudiada, y hermana de María de Borbón, casada con Juan I de Dreux, conde de Dreux y de Braine.

## Matrimonio
A finales de 1232 se casó con Teobaldo IV, conde de Champaña, con el que tuvo siete hijos:
- Teobaldo II de Navarra (1239-1270) casado en 1255 Isabel de Francia .
- Pedro de Navarra (1241-ca. 1258).
- Leonor de Navarra (1242-?), murió joven.
- Margarita de Navarra, duquesa de Lorena (1244) en 1255 se casó con el duque Federico III de Lorena (1238-1303).
- Beatriz de Navarra (1246-1295), casó en 1258 con Hugo IV, duque de Borgoña (1212-1272).
- Enrique I de Navarra (1249-1274) se casó con Blanca de Artois en 1269.
- Guillermo de Navarra (1250-ca. 1267).

Escudo de Margarita de Borbón, reina de Navara.

## Viudez
Teobaldo murió en 1253, Margarita actuó como regente de su hijo mayor, Teobaldo con apoyo de Jaime I de Aragón hasta que llegó a la mayoría de edad en 1256.
Los reyes de Castilla tenían una antigua pretensión sobre el reino de Navarra en los Pirineos, y desde 1250 Fernando III de Castilla y su heredero, Alfonso X de Castilla, esperaban que Leonor de Castilla se casaría con Teobaldo II de Navarra. Para eludir el control castellano, Margarita en 1252 se alió con Jaime I de Aragón y su heredero, Alfonso, en su lugar, y como parte de ese tratado solemnemente prometió que Teobaldo se casaría con Constanza, hija de Jaime, o Sancha, su otra hija caso de morir la primera.
A finales de 1254 se reunión con su hijo Teobaldo y acudieron a la corte de Luis IX de Francia donde, resueltas las diferencias con su hermanastra Blanca de Champaña, condesa de Bretaña, y logrando que Teobaldo se casara con Isabel, hija mayor de Luis IX y Margarita de Provenza. La boda se celebró el 6 de abril de 1255 en Melun.
Leonor de Castilla más tarde se casó con Eduardo I de Inglaterra y tuvo dieciséis hijos.
Margarita falleció en Provins el 12 o 13 de abril de 1258. Está enterrada en la abadía de Claraval.

## Descendientes
El hijo de Margarita, Enrique, era el padre de Juana I de Navarra quien se casó con Felipe IV de Francia en 1284. Juana y Felipe fueron los padres de Luis X de Francia, Felipe V de Francia, Carlos IV de Francia e Isabel de Francia. Isabel era la madre de Eduardo III de Inglaterra y Juana de la Torre. Luis X era el padre de Juana II de Navarra y Juan I de Francia, el rey niño.